# Filistatinella
Filistatinella is een monotypisch geslacht van spinnen uit de familie van de Filistatidae (spleetwevers).

## Soort
- Filistatinella crassipalpis Gertsch, 1935